# Walter Sande
Walter Sande (* 9. Juli 1906 in Denver, Colorado; † 22. November 1971 in Chicago, Illinois) war ein US-amerikanischer Schauspieler.

## Leben und Karriere
Walter Sande nahm seit früher Kindheit Musikunterricht und verließ das College, um seine eigene Band zu organisieren. Für einige Jahre arbeitete er als Musikdirektor für die Kinokette West Coast Fox Theatre, die zu dem Filmstudio 20th Century Fox gehörte. Ab dem Jahr 1938 betätigte sich der inzwischen 32-jährige Sande als Filmschauspieler, wobei er in seinen ersten Jahren meist nur kleine, im Abspann unerwähnte Rollen erhielt (so etwa in den Filmklassikern Mr. Smith geht nach Washington und Citizen Kane). 
Erste größere Auftritte hatte er in billig produzierten Filmserials wie The Iron Claw (1941) und Don Winslow of the Navy (1942), in denen er jeweils den komischen Sidekick der Hauptfigur mimte. In vielen seiner insgesamt über 270 Film- und Fernsehauftritte verkörperte Sande aber auch ernsthafte Autoritätspersonen wie Polizisten, Sheriffs oder Anwälte. Eine seiner ersten bedeutenderen Rollen hatte er 1944 in Howard Hawks’ Filmklassiker Haben und Nichthaben, in dem er sich als betrügerischer Fischer eine Schlägerei mit Humphrey Bogarts Hauptfigur liefert. Weitere nennenswerte Nebenrollen übernahm er als Little John in dem Robin-Hood-Film Robin Hoods große Liebe (1948), als Anwalt von Montgomery Clifts Hauptfigur in dem mit mehreren Oscars ausgezeichneten Drama Ein Platz an der Sonne (1951), als Polizist in dem Science-Fiction-Klassiker Invasion vom Mars (1953) und als Sheriff in dem starbesetzten Western Der letzte Zug von Gun Hill (1959) neben Kirk Douglas und Anthony Quinn. 
Ab Mitte der 1950er-Jahre verlegte sich Sande zusehends auf Rollen im US-Fernsehen, wobei er in der Sitcom The Adventures of Tugboat Annie (1958) als Captain Bullwinkle auch eine der Hauptrollen innehatte. Sande stand praktisch bis zu seinem Tod vor der Kamera und übernahm Gastrollen in Serienklassikern wie Bonanza, Verschollen zwischen fremden Welten, Rauchende Colts, Perry Mason, Die Seaview – In geheimer Mission und Solo für O.N.C.E.L. Er starb im November 1971 im Alter von 65 Jahren an einem Herzinfarkt.

## Filmografie (Auswahl)
- 1938: The Goldwyn Follies
- 1938: Der große Walzer (The Great Waltz)
- 1939: Zauberer der Liebe (Eternally Yours)
- 1939: Mr. Smith geht nach Washington (Mr. Smith Goes to Washington)
- 1940: Arizona
- 1940: Fräulein Kitty (Kitty Foyle)
- 1941: Sergeant York
- 1941: Laurel und Hardy: Schrecken der Kompanie (Great Guns)
- 1941: Citizen Kane
- 1941: Mr. X auf Abwegen (Footsteps in the Dark)
- 1942: Tortilla Flat
- 1942: To the Shores of Tripoli
- 1942: Meine Schwester Ellen (My Sister Eileen)
- 1942: Laurel und Hardy: Die Geheimagenten (A Haunting We Will Go)
- 1943: Draculas Sohn (Son of Dracula)
- 1943: In die japanische Sonne (Air Force)
- 1943: Korvette K 225 (Corvette K-225)
- 1943: Unternehmen Donnerschlag (Gung Ho!)
- 1944: Haben und Nichthaben (To Have and Have Not)
- 1945: Der Vagabund von Texas (Along Came Jones)
- 1945: What Next, Corporal Hargrove?
- 1946: Die blaue Dahlie (The Blue Dahlia)
- 1947: Die Frau am Strand (The Woman on the Beach)
- 1947: Rauhe Ernte (Wild Harvest)
- 1947: The Red House
- 1947: Killer McCoy
- 1948: Robin Hoods große Liebe (The Prince of Thieves)
- 1948: Blondes Eis (Blonde Ice)
- 1949: Canadian Pacific
- 1949: Gefängnis ohne Gitter (Bad Boy)
- 1950: Stadt im Dunkel (Dark City)
- 1950: Der Henker saß am Tisch (711 Ocean Drive)
- 1950: Die Männerfeindin (A Woman of Distinction)
- 1950: Geheimagent in Wildwest (Dakota Lil)
- 1950: Verfemt (The Kid from Texas)
- 1951: Ein Platz an der Sonne (A Place in the Sun)
- 1951: Am Marterpfahl der Sioux (Warpath)
- 1951: Die Ehrgeizige (Payment on Demand)
- 1951: Gangster (The Racket)
- 1951: Im Sturm der Zeit (I Want You)
- 1951: Zwei in der Falle (Rawhide)
- 1951: Verfolgt (Tomorrow Is Another Day)
- 1951: Das letzte Fort (Fort Worth)
- 1952: Die Hölle der roten Berge (Red Mountain)
- 1952: Meuterei auf dem Piratenschiff (Mutiny)
- 1952: Die Stahlfalle (The Steel Trap)
- 1952: Endstation Mars (Red Planet Mars)
- 1952: Bomba and the Jungle Girl
- 1952: Schüsse in New Mexico (The Duel at Silver Creek)
- 1952: The Legend of the Lone Ranger (The Legend of the Lone Ranger)
- 1953: Kampf der Welten (The War of the Worlds)
- 1953: Invasion vom Mars (Invaders from Mars)
- 1953: Der große Aufstand (The Great Sioux Uprising)
- 1954: Massai (Apache)
- 1955: Wichita
- 1955: 24 Hour Alert (Kurzfilm)
- 1955: Stadt in Angst (Bad Day at Black Rock)
- 1956: Broadway-Zauber (Anything Goes)
- 1957: Johnny Tremain
- 1959: Der letzte Zug von Gun Hill (Last Train from Gun Hill)
- 1960: Der Admiral (The Gallant Hours)
- 1960: Sunrise at Campobello
- 1964: In Montana ist die Hölle los (The Quick Gun)
- 1966: Verhängnisvolle Fracht (The Navy vs. the Night Monsters)
- 1969: Frank Patch – Deine Stunden sind gezählt (Death of a Gunfighter)
- 1971: Der 25 Millionen Dollar Preis (Cold Turkey)